# Watertown (álbum)
Watertown es el quincuagésimo octavo álbum de estudio del cantante americano Frank Sinatra y lanzado en marzo de 1970 a través  Reprise Records. Watertown es un álbum conceptual centrado en un hombre de Watertown, Nueva York. A través de una serie de soliloquios y monólogos, nuestro narrador sin nombre nos cuenta su angustiosa historia de la pérdida personal y la pérdida del amor: su esposa lo deja con sus dos hijos por irse a buscar los encantos de la gran ciudad. Watertown fue escrito y coproducido por Bob Gaudio, uno de los cuatro miembros de la banda de rock The Four Seasons. Todas las canciones fueron co-escritas por Jake Holmes. Este viene a ser el único álbum de Sinatra donde su voz fue pre-grabada y luego añadida a la música orquestal. El álbum tuvo críticas mixtas debido a las pocas ventas del mismo, y, de hecho, fue el único gran álbum de Sinatra's que no alcanzó a estar en el Billboard Top 100. Como dato curioso, el embalaje y portada del álbum no fue del estilo característico de Sinatra.
El álbum fue una extensiva y brillante toma para Sinatra en la era del género rock-pop de finales de la década de 1960. Fue la única vez que Sinatra no grabaría con la orquesta en vivo; la música fue grabada en Manhattan y Sinatra sobrepuso su voz en ellas un mes después. El LP original presentó una hermosa portada ilustrada en pluma y tinta, muy distinta a las típicas portadas de los álbumes de Sinatra, pues no incluyó una foto de él. Tenía, sin embargo, un póster incluido en el álbum mostrando a Frank en lo que probablemente pudiera haber sido su rol en la película de Watertown.
Este seria el penúltimo álbum de Sinatra antes de su retiro en principios de la década de 1970. El último álbum seria lanzado justo antes de su retiro y fue su segunda colaboración con Antonio Carlos Jobim, Sinatra & Company.
Nina Simone grabó "For A While" en su álbum de 1985, "Nina's Back". En 2011, la banda Cake grabó su propia versión de "What's Now Is Now" para su álbum Showroom of Compassion.

## Historia y grabación
En 1969, las ventas de Sinatra eran bajas. Para luchar con esto, acepto grabar un álbum conceptual con Bob Gaudio y Frankie Vallie, miembro de la banda The Four Seasons, y el canta-autor Jake Holmes. A Sinatra no le eran desconocidos los álbumes conceptuales, habiendo hecho algunos en el pasado, como In the Wee Small Hours en 1955. Le trajeron a Sinatra un álbum completamente escrito que relataba la historia de un hombre cuya esposa lo había dejado con sus dos hijos en Watertown. La orquestalizacion para las canciones del álbum fue grabada en Nueva York, en el "Columbia 30th Street Studio", mejor conocido como "La Iglesia". A diferencia de trabajos previos, Sinatra no grabó junto a la orquesta, pero estuvo presente en las sesiones de grabación de la música. Él grabó sus voz sobre las canciones pre-grabadas en el United/Western Studios en el Sunset Blvd. en Hollywood. Nunca volvería a grabar su voz sin una orquesta en vivo. La grabación de la música tomo lugar entre el 14 y 17 de julio y el 13 de octubre de 1969. Las pistas 5 y 10 fueron grabadas el 14 de julio; las pistas 1, 4 y 6 el 15 de julio; pistas 8 y 9 el 16 de julio; y las 3, 7 y 11 el 17 de julio. "Michael and Peter", "Lady Day" y "For a While" fueron grabadas el 13 de octubre. Sinatra grabaría su voz en California, entre el 25 y 27 de agosto y el 31 de octubre. Las pistas 5,9,10, y 11 fueron grabadas el 25 de agosto; las pistas 1 y 8 el 26 de agosto: y las pistas 2 y 7 el 27 de agosto. Sinatra regreso al estudio el 31 de octubre para la voz final de "Elizabeth", "Michael and Peter", y "For a While" después de no haberlas terminado en agosto.

## Historia dentro del Álbum
El álbum esta divido en 2 partes, lado A y lado B. El lado A está compuesta por las canciones 1 a 5 y cuenta la historia de la incredulidad de nuestro narrador en la partida de su esposa. El lado B está compuesto por las canciones 6 a 10 y cuenta la desesperación en la que cae nuestro narrador. Una canción adicional que se encuentra en el CD es "Lady Day", y que, a modo de epílogo, cuenta la historia de su esposa dejando Watertown por la ciudad.
Jake Holmes, el letrista, explica la historia de cada canción en las notas de Ed O'Brien:

### LADO A
1. "Watertown": Es la introducción para todo lo que le sigue. Tenía en mi mente como modelo a "Lazy Afternoon." Quería un sentimiento lánguido. Si hubiéramos hecho el especial para la televisión, seguro abriríamos con ella, mientras los créditos aparecen. 
2. "Goodbye" (Adiós): Tenía unas líneas en mi cabeza: "There was no tempest in the tea." (No había tempestad en el té). Así es como comencé. Amo la idea de esos tipos de adioses que las personas tienen cuando nada está sucediendo emocionalmente. Me choca cuando no hay nada en la superficie. Las personas solo están sentadas en un café y la devastación ha ocurrido. No articulan sus sentimientos. En lugar de ello, ponen azúcar en su café y corta su pastel. Están teniendo una tranquila conversación pero, mientras, una vida está siendo destruida.
3."For A While" (Por un Momento): Siempre he sentido que hay un momento en tu vida cuando te de olvidas algo realmente terrible. Por cinco minutos el sol está brillando y todo es hermoso. Entonces de un momento a otro, todo lo que sabes de la persona que te importaba se fue, y todo regresa a la normalidad. Es uno de esas horribles cosas de la congoja – uno de esos pocos momentos de dolor cuando todo se convierte en algo más doloroso.
4."Michael & Peter": Perdí al niño de mi primer matrimonio. Habría tenido a un niño por mi mismo, si pudiera (risas). Desesperadamente quería hijos. De una manera graciosa, los niños de Gaudio fueron modelos para esta canción. La escribí de una manera epistolar, porque era la única manera en que el chico pudiera articular esos sentimientos que tenía de ella. 
5. "I Would Be In Love (Anyway)" (Estaría Enamorado (de Igual Manera)): Creo que eso es algo de lo que no te puedes arrepentir por donde estas, incluso si la vida te lleva a algún lugar donde tu no quieres estar. Extrañamente, eso fue lo que este chico estaba haciendo, trataba de dejar ir a su mujer sin enojarse con ella. Sabes, a lo largo de toda la historia, él nunca estuvo enojado con ella. Él de alguna manera lo entendió; tenía que irse.

### LADO B
6. "Elizabeth": Es muy simple. Simplemente amo ese nombre. Bobby estaba escribiendo la canción y esa fue primera palabra que cayó en la melodía. Solo imaginé a una chica llamada Elizabeth y escribí las palabras como un tributo a ella.
7. "What A Funny Girl (You Used To Be)" (Que Chica tan Graciosa (Solías Ser)): El álbum pudo podría haber sido un poco de sensiblería y algo adusto. Estaba tratando de poner un poco de luz donde se que pudiera. Fue una canción retrospectiva. Cambien quería indicar en la canción que ellos habían sido novios en su niñez. Quería que fuera esa clase de idea. Probablemente crecieron juntos. Quería darle sentido a la idea de que ambos fueron a la escuela juntos. Se enamoraron y casaron siendo muy jóvenes. 
8. "What's Now Is Now" (Lo que Ahora es Ahora): Hay en esta canción un indicio de que ella se había ido obviamente con alguien más. Ha tenido una relación, y él no fue capaz de aceptarlo. Es fue lo que la condujo particularmente a la gran ciudad. Hay un tema culposo en esta canción. Es la canción que abre la historia.
9. "She Says" (Ella dice):  La canción es un triple viraje para mí. Él está sospechando de una pequeña conversación. Los niños están resonando en sus miedos. ¿Por qué me envía esta carta? ¿Que está sucediendo? Son como buenas noticias; ellos no pueden creerlo y no confían en ello. El giro esta en lo que dice, "She's comin' home."(Ella está yendo a casa). Tampoco confían en eso.
10. "The Train" (El Tren): ... es la historia. Nos encontramos con que en realidad no le quiere comunicar nada a ella, y ella no está regresando. Aunque recibimos toda la historia de él, ella nunca supo nada de esto. Si ella hubiera escuchado este álbum , tal vez ella hubiera ido a casa. Ella nunca vio este lado de él. Cuando pienso sobre esto en retrospectiva, hay mucho que no se hizo. Hay tanto que se deja sin terminar. Le da a la historia un profundo romance. 

### Epílogo
11. "Lady Day" (Día de la Madre): Vi a la mujer como alguien que tuvo talento. Ella quería se una actriz o una cantante. Él era una persona de pueblo. Su completa orientación iba dirigida hacia su familia y su negocio. Era el tipo de chico que realmente vivía en Watertown. Ella era más inquieta - mas una mujer contemporánea. Quería hacer otras cosas. Ella no era lo suficientemente libre como para decirle, y no pensó que él no la entendería. Básicamente era un buen chico, pero quería más. Ella abandonó a su familia y fue por su carrera. La postdata era si lo consiguió o no, y si valió la pena.

## Lista de canciones
1. "Watertown"  – 3:36
2. "Goodbye (She Quietly Says)"  – 3:06
3. "For a While"  – 3:09
4. "Michael & Peter"  – 5:10
5. "I Would Be in Love (Anyway)"  – 2:31
6. "Elizabeth"  – 3:38
7. "What a Funny Girl (You Used to Be)"  – 3:00
8. "What's Now Is Now"  – 4:04
9. "She Says"  – 1:51
10. "The Train"  – 3:26
11. "Lady Day" (Canción adicional en el CD)  – 2:47

Todas las canciones fueron escritas por Bob Gaudio y Jake Holmes

## Personal
- Frank Sinatra - vocalista
- Bob Gaudio - productor, compositor, arreglista
- Jake Holmes - letrista
- Charles Calello - arreglista, conductor
- Joe Scott - conductor, arreglista
- Wayne Andre - trombón
- Warren Covington - trombón
- Urbie Green - trombón
- Jimmy Knepper - trombón
- Tony Studd - bajo trombón
- Ray Alonge - cuerno francés
- James Buffington - cuerno francés
- Brooks Tillotson - cuerno francés
- Phil Bodner - viento de madera
- Wally Kane - viento de madera
- Romeo Penque - viento de madera
- William Slapin - viento de madera
- Mannie Green - violín
- Max Cahn - violín
- Julius Held - violín
- Joe Malin - violín
- George Ockner - violín
- Rocco Pesile - violín
- Raoul Poliakin - violín
- Aaron Rosand - violín
- Max Pollikoff - violín
- Tosha Samaroff - violín
- Julius Schachter - violín
- Hemi Aubert - violín
- Mannie Green - violín
- Alfred Brown - viola
- Harold Coletta - viola
- Richard Dickler - viola
- Cal Fleisig - viola
- George Ricci,
- Harvey Shapiro (vie);
- Margaret Ross - arpa
- Dick Hyman - piano
- Moe Wechsler - piano
- Jay Berliner - guitarra
- Ralph Casale - guitarra
- Willard Suyker - guitarra
- Stuart Scharf - guitarra clásica
- Richard Davis - bajo
- Russell George - bajo
- Alvin Rogers - batería
- David Carey - percusión
- Jamie Alexander aka James Rocco and Diane Dell - background vocals
- Vincent Bell - guitarra
- Manny Green - director de orquesta
- Lee Herschberg - mezclador, convertidor digital
- Roy Cicala - editor, remezclador
- Frank Laico - ingeniero
- Don Snyder - diseño del álbum
- Ove Olsen - dibujante de la portada
- Ed O'Brien - líneas introductorias del CD
- Joe McEwen - supervisor

## Recepción
Allmusic alabó el álbum, llamándolo "el más explícito intento de Pop rock-orientado" de Sinatra. Stephen Thomas Erlewine de Allmusic, además, exclamó que "el efecto culminante de las canciones es una atmósfera de soledad, pero es una soledad sin mucha esperanza o romance", y también, "él lo transforma en una magnífica interpretación, sacando las emociones de cada una de las líricas." Allmusic puntuó al álbum con cuatro y media de cinco estrellas.
Watertown alcanzó el puesto #101 en las Billboard 200 charts de 1970. "I Would Be in Love (Anyway)" alcanzó el puesto #4 de las tablas Adulto Contemporáneo de 1970 y el puesto #88 de las Billboard Hot 100 charts.
El álbum recibió críticas mixtas y pocas ventas. Debido a esas ventas, la interpretación musical inicial en vivo fue cancelada, seguido del retiro temporal de Sinatra en 1971. A pesar de ello, "I Would Be In Love (Anyway)" y "What's Now is Now" aparecieron brevemente en las listas de canciones que Sinatra interpretó en sus conciertos durante 1970. En 1973, reemergeria de su retiro con el galardonado y más vendido álbum, "Ol' Blue Eyes Is Back".